# Pudu
|  | Per a altres significats, vegeu «Pudu (gènere)». |

Els pudus són els cèrvids més petits del món. Viuen a Sud-amèrica. El nom pudu no té valor taxonòmic, sinó que pot designar diverses espècies que no pertanyen a un mateix grup sistemàtic. Prové del mapudungun, la llengua dels indígenes maputxes del sud de Xile. N'hi ha tres espècies: el pudu septentrional (P. mephistophiles) de Colòmbia, l'Equador, el Perú i Xile, amb una alçada de 32,35 cm a l'espatlla; el pudu meridional o pudu xilè (P. puda, de vegades escrit erròniament P. pudu) del sud de Xile i el sud-oest de l'Argentina; i el pudu de Carla, del Perú. Els pudus mesuren una mitjana de 32-44 cm d'alçada i fins a 85 cm de llargada. El 2009, ambdues espècies reconegudes eren classificades com a vulnerables a la Llista Vermella de la UICN.

## Taxonomia
El gènere Pudu fou erigit per primera vegada pel naturalista anglès John Edward Gray el 1850. La versió llatinitzada Pudua fou proposada per Alfred Henry Garrod, però fou descartada perquè no s'ajustava a les normes. Els pudus són classificats a la subfamília dels capreolins dins la família dels cèrvids). El nom «pudu» prové del llenguatge dels maputxes de la regió meridional xilena i deriva de la llengua d'un poble del sud de Xile. Com que viuen a les faldes de la serralada dels Andes, també se'ls coneix com a «cabres de muntanya xilenes».
Es reconeixen dues espècies similars de pudus:
- El pudu meridional (P. puda) és l'espècie més coneguda i es troba al sud dels Andes de Xile i l'Argentina. És lleugerament més gros que el pudu septentrional, amb una alçada de 35-45 cm a l'espatlla i un pes de 6,4-13,4 kg.[12] Les banyes mesuren 5,3-9 cm i sovint es corben cap enrere, de manera similar a les de les cabres blanques. Té el pelatge de color marró-castany fosc, que acostuma a formar un floc al front, cobrint-li les banyes.[13] Es troba a altituds més baixes que la seva espècie germana, des del nivell del mar fins a 2.000 msnm.[cal citació]
- El pudu septentrional (P. mephistophiles) viu als Andes de Colòmbia, el Perú i l'Equador i és l'espècie de cèrvid més petita del món: fa 32-35 cm d'alçada a l'espatlla i pesa 3,3-6 kg.[12] Les banyes creixen fins a 6 cm de llargada i també acostumen a corbar-se cap enrere. El pelatge acostuma a ser més clar que el del pudu meridional, però té la cara més fosca en comparació amb el pelatge.[12] Es troba a altituds superiors a les de la seva espècie germana, des de 2.000 fins a 4.000 msnm.[cal citació]

## Descripció
Els pudus són els cèrvids més petits del món. El pudu meridional és una mica més gros que el septentrional. Tenen un cos robust amb quatre potes curtes i primes. Mesuren 32-44 cm d'alçada a l'espatlla i poden arribar a fer 85 cm de llargada. Normalment pesen 12 kg, però el pes màxim documentat és de 13,4 kg. Tenen els ulls petits i negres, el nas negre i orelles arrodonides de 7,5-8 cm. El dimorfisme sexual inclou l'absència de banyes en les femelles. Els mascles les tenen curtes, punxegudes i sense bifurcació, com la majoria de cèrvids. Les banyes es renoven cada any, poden arribar a fer entre 6,5 i 7,5 cm de llargada i sorgeixen d'entre les orelles. El cap presenta grans glàndules preorbitàries. Els pudus tenen peülles petites, esperons i una cua curta que normalment fa entre 4 i 4,5 cm de llargada, sense comptar el pèl. Els colors del pelatge varien segons l'estació, el sexe i els gens individuals. El pèl és llarg i rígid, sol estar comprimit contra el cos i té un to vermell-marró o marró fosc. A l'hivern, el coll i les espatlles dels exemplars d'edat avançada es tornen de color gris-marronós.

## Hàbitat i distribució
Els pudus habiten en boscos temperats de Sud-amèrica, on el dens sotabosc i les canyes de bambú els protegeixen dels predadors. N'hi ha poblacions al sud de Xile, el sud-oest de l'Argentina, l'Illa Gran de Chiloé i el nord-oest de Sud-amèrica. El pudu septentrional viu al nord dels Andes colombians, l'Equador i el Perú, de 2.000 a 4.000 msnm. El pudu meridional es troba a les faldes meridionals dels Andes, des del nivell del mar fins a 2.000 msnm.
El clima de les regions on viuen té dues estacions principals: un hivern humit i moderat i un estiu àrid. La precipitació anual en aquestes àrees de l'Argentina i Xile va des de 1.900 fins a 3.800 litres per metre quadrat.

## Comportament

### Social
El pudu és un animal solitari del qual es desconeix el comportament en llibertat a causa de la seva timidesa. Els pudus són tant nocturns com diürns, però estan més actius al matí, el final del migdia i el vespre. El seu territori sol abastar fins a 16-25 ha i consisteix principalment en un laberint de camins freqüentats pels pudus. Cada pudu té el seu propi territori. Cada invididu marca el seu territori amb piles de fems que deixa als camins i a prop dels llocs on menja i descansa. Les grans glàndules olfactives de la cara els permeten comunicar-se amb altres pudus. Els pudus no interaccionen socialment, excepte per aparellar-se. Són animals fàcils d'espantar que borden quan tenen por. Quan s'enrabien, es posen a tremolar i se'ls eriça el pèl.
Els seus predadors inclouen els ducs, la guineu andina, la guineu grisa, el puma i altres felins petits. El pudu és un animal cautelós que es mou a poc a poc i s'atura sovint, ensumant l'aire per detectar l'olor dels predadors. És un bon escalador, saltador i corredor que fuig fent ziga-zagues quan és perseguit. Viu entre 8 i 10 anys en llibertat. El rècord de longevitat és de 15 anys i 9 mesos. Tanmateix, és rar que arribi a una edat tan avançada i la majoria de pudus moren més joves. Aquests cèrvids poden morir de moltes causes diferents. La manca d'atenció materna als nounats pot reduir-ne la població, igual que una àmplia varietat de malalties. Un rumor popular diu que, si s'espanten molt, poden morir de complicacions cardíaques causades per la por.

### Dieta
Els pudus són herbívors que s'alimenten de lianes, fulles d'arbres petits, arbustos, brots suculents, herbes, falgueres, flors, gemmes, escorces d'arbre i fruits caiguts a terra. Poden sobreviure durant força temps sense beure gràcies a la seva dieta rica en aigua.
Els pudus tenen diferents maneres d'obtenir les fulles que necessiten. La seva poca alçada i el seu caràcter cautelós els dificulten l'obtenció d'aliment. Quan busquen menjar, sovint s'aturen per posar-se drets sobre les potes posteriors i olorar el vent, intentant ensumar l'aliment. Les femelles i els cadells pelen l'escorça dels arbres amb les dents, mentre que els mascles adults utilitzen les banyes. Utilitzen les potes frontals per prémer els arbres joves fins que es trenquen o s'abaixen prou per agafar-ne les fulles. Els pudus han de posar-se drets sobre les potes a causa de la seva poca alçada, però també poden escalar les branques i soques d'arbres per arribar a les fulles situades més amunt. També dobleguen els brots de bambú horitzontalment per poder caminar-hi al damunt i agafar menjar de les branques més altes.

### Reproducció

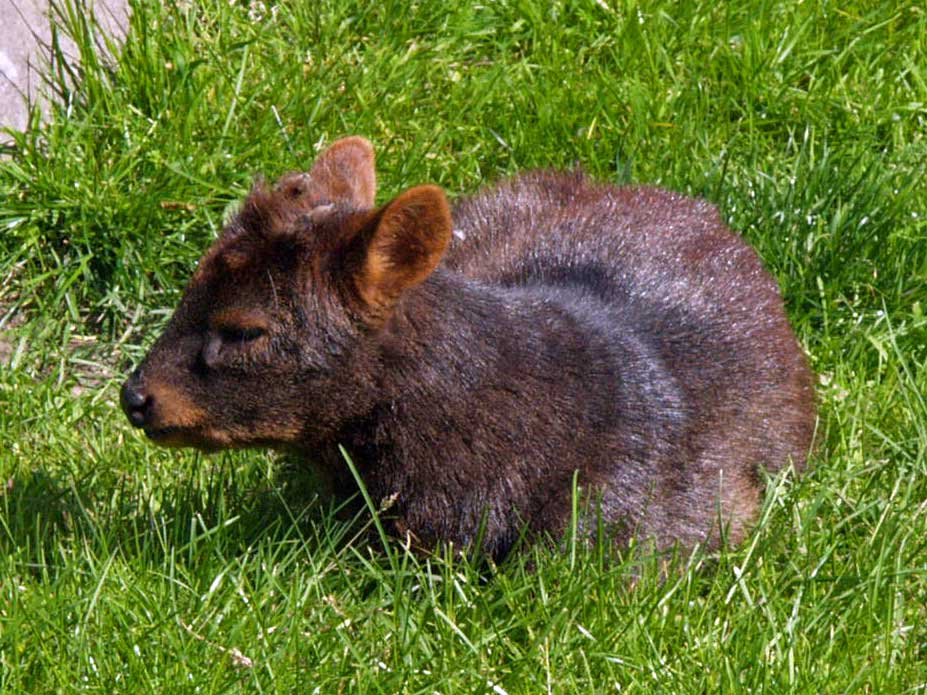
Un pudu petit

Els pudus són solitaris i només s'ajunten durant l'època de zel. La temporada d'aparellament és a la tardor austral, que s'estén d'abril a maig. L'ADN dels pudus es distribueix en 70 cromosomes. Per aparellar-se, el mascle posa el mentó a l'esquena de la femella i després n'ensuma el darrere abans de muntar-la, subjectant-la amb les potes davanteres. El període de gestació dura 202-223 dies (uns set mesos), amb una mitjana de 210 dies. Neix un cadell o de vegades bessons en la primavera austral, del novembre al gener. Els nounats pesen 700-1.000 g, amb una mitjana de 890 g. Els nounats que pesen menys de 600 g o més de 1.000 g acaben morint. Els mascles i les femelles tenen el mateix pes al naixement. Els cadells tenen el pelatge vermell-marronós. Les cries de pudu meridional tenen taques blanques al llarg de l'esquena. El deslletament es produeix a l'edat de dos mesos. Les femelles assoleixen la maduresa sexual als sis mesos, mentre que els mascles maduren entre dos i quatre mesos més tard. Els cadells assoleixen la mida adulta en tres mesos però poden romandre amb la mare durant entre vuit i dotze mesos.

## Amenaces i conservació

### Estat i conservació
El 2009, ambdues espècies de pudu apareixien com a vulnerables a la Llista Vermella de la UICN, principalment a causa de la caça i la pèrdua d'hàbitat. P. puda és inclòs a l'Apèndix I del CITES i P. mephistophiles a l'Apèndix II. L'espècie meridional és més fàcil de mantenir en captivitat que la septentrional, encara que hi ha hagut petites poblacions de l'espècie septentrional mantingudes a zoos. El 2010, més de 100 pudus meridionals es mantenien a institucions registrades a l'ISIS, la majoria a zoos europeus i americans. Els pudus són difícils de transportar perquè se sobreescalfen i espanten amb facilitat. Estan protegits a diferents parcs nacionals. Els parcs necessiten recursos per poder millorar la protecció d'aquests cèrvids.

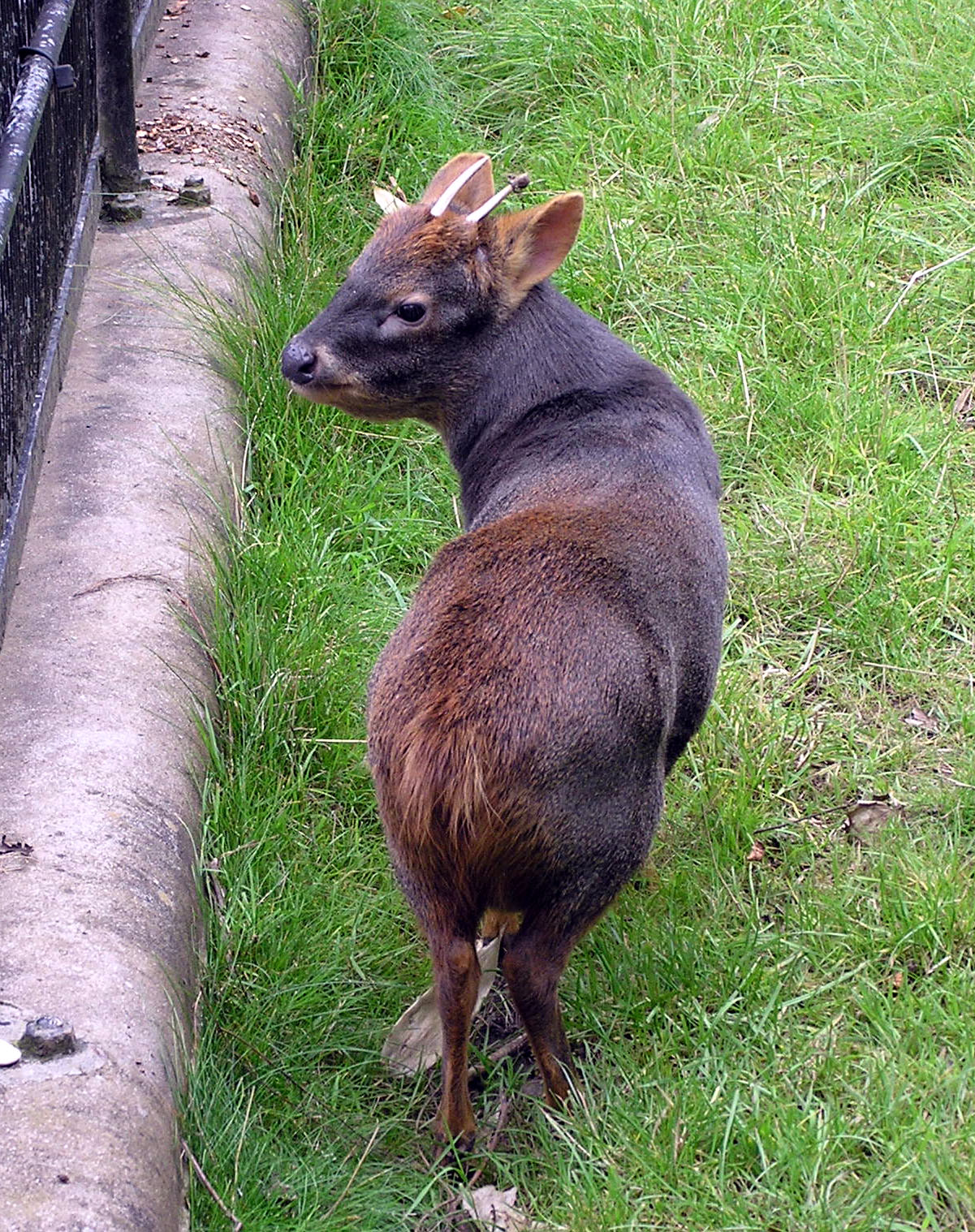
Un pudu meridional en captivitat al Zoo de Bristol

S'estan fent esforços per preservar les espècies de pudu abans que s'extingeixin. Ha començat un programa internacional de cria en captivitat de pudus meridionals, encapçalat per la Universitat de Concepción (Xile). Alguns exemplars han estat criats en captivitat i reintroduïts al Parc Nacional Nahuel Huapi (Argentina). Els esforços de reintroducció inclouen l'ús de collars de radioseguiment. La Convenció de Washington prohibeix el comerç internacional de pudus. La Wildlife Conservation Society en protegeix l'hàbitat natural i treballa per recrear-lo pels pudus en captivitat. Malgrat els esforços del Fons Mundial per la Natura (WWF), la mida de les poblacions de pudus roman desconeguda. Les amenaces contra la conservació dels pudus persisteixen tot i aquests esforços.

### Amenaces
Els pudus estan amenaçats per la destrucció de les selves pluvials on viuen. Aquesta destrucció és deguda al desenvolupament humà, la ramaderia, l'agricultura, la indústria fustera i les plantacions d'arbres exòtics. La fragmentació d'hàbitat i els atropellaments són altres causes de mortalitat. Se'n capturen exemplars en llibertat per vendre'ls com a mascotes i també se'n practica l'exportació il·legal.
Són caçats per la seva carn mitjançant gossos de caça entrenats especialment. El cérvol comú, una espècie introduïda recentment, competeix per l'aliment amb els pudus. Els gossos domèstics ataquen pudus i els transmeten paràsits per contacte. Els pudus són molt susceptibles a infeccions amb cestodes, estrongílids, nematodes i dirofilariosi.